# Tina Takahashiová
Tina Takahashiová (* 13. ledna 1960 Toronto) je bývalá kanadská zápasnice – grapplerka japonského původu.

## Sportovní kariéra
S judem začínala od útlého dětství v rodinném dojo v Ottawě pod vedením své matky June. Patřila k průkopnicím sportovního juda v Kanadě v době kdy ženské judo nebylo olympijským sportem. V kanadské ženské reprezentaci se pohybovala od druhé poloviny sedmdesátých let dvacátého století v superlehké váze do 48 kg. Sportovní kariéru ukončila v roce 1986. Věnuje se trenérské práci.
Vedle juda se aktivně věnovala jiným úpolovým sportům (sambo, karate).

## Výsledky
| Turnaj                  | 1980            | 1981            | 1982            | 1983            | 1984            | 1985            |
| Turnaj                  | 20              | 21              | 22              | 23              | 24              | 25              |
| Turnaj                  | superlehká váha | superlehká váha | superlehká váha | superlehká váha | superlehká váha | superlehká váha |
| ----------------------- | --------------- | --------------- | --------------- | --------------- | --------------- | --------------- |
| Mistrovství světa       | 5.              |                 | 5.              |                 | úč.             |                 |
| Panamerické hry         |                 |                 |                 | 3.              |                 |                 |
| Panamerické mistrovství | 2.              |                 | 3.              |                 | 3.              | úč.             |